# Сантьяго Усос-і-Моші
Сантьяго Усос-і-Моші (ісп. Santiago Usoz y Moxi; 25 липня 1781 — 24 вересня 1858) — іспанський дипломат і політик, виконував обов'язки державного секретаря країни у травні 1823 року.